# داشینچیلن
داشینچیلن (به لاتین: Dashinchilen) یک منطقهٔ مسکونی در مغولستان است که در استان بولگن واقع شده‌است.